# 캅테인의 별
캅테인의 별(Kapteyn's Star)은 화가자리 방향으로 지구로부터 약 12.76 광년 떨어져 있는 M1 분광형의 적색 준왜성이다. 이 별은 지구에서 가장 가까운 헤일로 별이기도 하다. 겉보기등급은 9 정도로 쌍안경이나 망원경으로 관측할 수 있다.
캅테인의 별의 지름은 태양의 30%이나 광도는 태양의 1.2%에 불과하다. 이 별은 한때 구상성단 센타우루스자리 오메가(아주 오래 전 우리은하가 흡수한 왜소은하로 보임)의 일원이었던 것 같다. 2014년 이 별 주위를 도는 외계 행성 캅테인 b와 캅테인 c가 발견되었다.

## 관측 역사

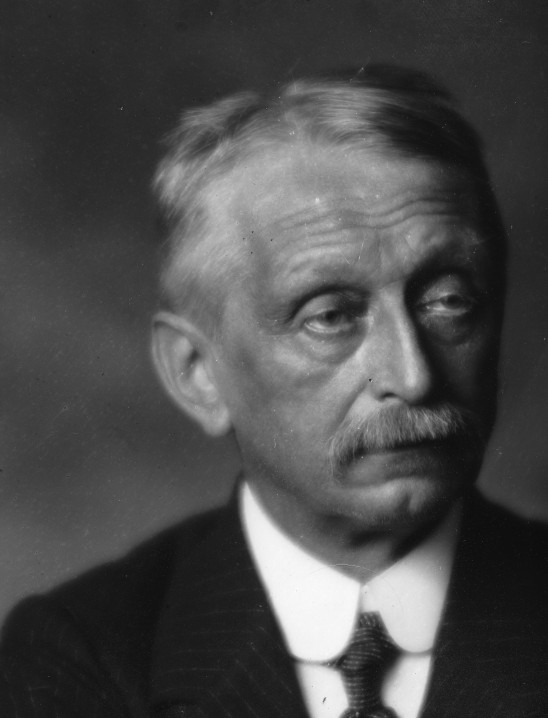
네덜란드 천문학자 야코뷔스 캅테인. 그는 캅테인의 별을 최초로 발견했다.

1898년 네덜란드 천문학자 야코뷔스 캅테인은 현재 캅테인의 별로 알려져 있는 이 항성에 대해 세간의 관심을 불러일으켰다. 1897년 데이비드 길과 야코뷔스 캅테인이 작성한 《케이프 사진소천성표》 Cape photographic Durchmusterung for the equinox 1875 (−38 to −52)에 이 별은 CPD-44 612 명칭으로 등재되었다. 이 항성 목록은 데이비드 길이 케이프 천문대에서 1885년부터 1889년까지 관측한 자료에 기반한 것으로 캅테인이 성표 작성에 도움을 주었다. 캅테인은 성표와 사진 건판들을 검토하던 중 1873년 B.A. 굴드가 C.Z. V 243으로 등재한 항성이 없어진 것처럼 보이는 것에 주목했다. 그러나 R.T.A. 이네스는 사라진 별이 있던 위치에서 15 초각 떨어진 곳에 목록에 등재되지 않은 별 하나가 있는 것을 발견했다. 이로써 이 별의 고유운동 값이 연간 8 초각 이상으로 매우 크고, 눈에 띌 정도로 많이 이동했음이 명백해졌다. 로버트 이네스 역시 동등한 기여도를 인정받았어야 함에도 불구하고 이후 CPD-44 612는 '캅테인의 별'로 불리게 되었다. 발견 당시 캅테인의 별의 고유운동 속도는 당대 최고였으며 직전 챔피언이었던 그룸브리지 1830을 밀어냈다. 이후 1916년 바너드별이 캅테인의 별보다 높은 고유운동 값을 지니고 있음이 밝혀졌다. 2014년 캅테인의 별을 도는 슈퍼 지구형 외계 행성 후보 둘의 발견 사실이 발표되었다.

## 특징

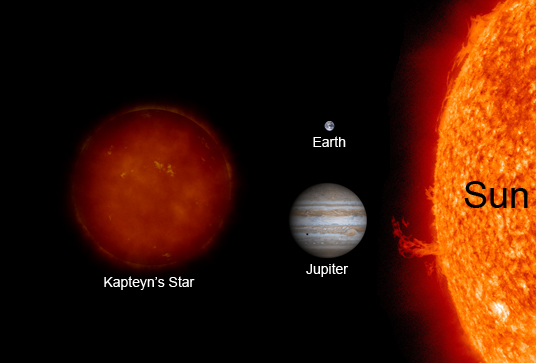
캅테인의 별(왼쪽)과 지구, 목성, 태양의 크기를 비교한 그림.

히파르코스 측성 위성이 관측한 시차 측정값에 기초하면 지구로부터 캅테인의 별까지의 거리는 12.76 광년 (3.91 파섹)이 나온다. 캅테인의 별은 약 10800년 전 지구에 7.00 광년 (2.15 파섹)까지 접근했다가 이후 멀어지고 있다. 질량과 반지름은 태양의 3분의 1 ~ 4분의 1 사이 정도이며 표면 온도는 관측자에 따라 정확한 값에 차이들이 있지만, 태양보다 훨씬 낮은 3500 켈빈 정도이다. 항성의 분광형은 sdM1로 같은 M1형의 주계열성들에 비해 광도가 낮은 준왜성임을 알 수 있다. 수소와 헬륨 외의 원소 함유량(천문학자들은 이를 금속함량이라고 한다.)은 태양의 14% 정도이다. 캅테인의 별은 용자리 BY형 변광성으로 변광성 기호 화가자리 VZ를 받았다. 이는 채층에서의 자기활동에, 항성이 자전하여 지구에서 봤을 때 흑점들이 나타났다가 사라지는 효과가 맞물려 별의 광도가 변화함을 뜻한다.
캅테인의 별은 여러 면에 있어 독특한 항성이다. 고유운동 값이 크고 은하중심을 역행 방향으로 공전하고 있으며 태양에서 가장 가까운 헤일로 별이기도 하다. 이 별은 캅테인 운동 성군으로 불리는, 우주 공간에서 이동 궤적을 공유하는 운동성군의 구성원이다. 화학적 원소들의 함량으로 볼 때 이 운동성군에 속한 항성들은 한때 센타우루스자리 오메가(우리은하에 병합된 왜소은하의 잔해로 생각되는 구상성단)에 속해 있었으며, 병합 과정에서 캅테인의 별을 포함한 성군의 구성원들은 오메가 성단에서 내쳐져 나와 조석 잔해가 된 것 같다.

## 가시성
캅테인의 별은 겉보기 등급이 9로 쌍안경이나 망원경을 이용하여 관측할 수 있다.

## 행성계
2014년 캅테인의 별 주변에서 행성 캅테인 b와 캅테인 c 두 개를 발견했음이 공식 발표되었다. 캅테인 b는 밝혀진 외계 행성들 중 생명체가 거주 가능한 조건을 만족하는 행성으로는 나이가 가장 많다.(약 110억 년) 그러나 로버트슨 연구진(2015)은 캅테인 b의 공전주기는 항성 자전주기의 3분의 1로 b의 신호는 항성 활동의 인공적 신호일 가능성이 유력하다고 주장했다. 다만 로버트슨 등은 캅테인 c의 존재를 배제할 수는 없으며 추가적인 관측이 필요하다고 주장했다. Guinan 연구진(2016)은 (예전 논문 저자들과 마찬가지로) 캅테인의 별의 자전 속도가 종전의 값보다 낮은 것을 발견했으며 이는 행성을 최초로 발견한 논문의 신빙성을 올려준다. 다만 항성의 자전 주기를 확정하고 논쟁을 해결하기 위해 추가적인 데이터가 필요할 것이다.
캅테인 b와 c의 공전 주기는 5:2에 가까우나 궤도공명 상태에 있는지는 발견 당시 검증할 수 없었다. 공전 궤도를 동역학적으로 누적한 결과 두 행성은 근점 동시회전(近点同時回轉, apsidal co-rotation)으로 불리는 상태에 있었으며 이는 행성계가 긴 시간 척도상에서 동역학적으로 안정되어 있다는 뜻이다. Guinan 연구진(2016)은 캅테인의 별이 젊고(~ 5억 년) 매우 활동적이었을 시절 행성의 대기를 벗겨내지 않았다고 가정하면 현재 캅테인 b에 생명체가 살 환경이 조성될 수 있다고 추정했다. 캅테인의 별 행성계의 발견은 작가 알라스테어 레이놀즈의 단편 과학소설 '슬픈 캅테인' Sad Kapteyn과 함께 발표되었다.
| 동반천체 (항성에서 가까운 순서) | 질량              | 공전궤도 반지름 (AU) | 공전주기 (일)       | 궤도이심률      | 궤도경사각 | 반지름   |
| ------------------------------- | ----------------- | -------------------- | ------------------- | --------------- | ---------- | -------- |
| b                               | ≥ 4.8+0.9 −1.0 M⊕ | 0.168+0.006 −0.008   | 48.616+0.036 −0.032 | 0.21+0.11 −0.10 | —          | ≥ 1.5 R⊕ |
| c                               | ≥ 7.0+1.2 −1.0 M⊕ | 0.311+0.038 −0.014   | 121.53+0.25 −0.25   | 0.23+0.10 −0.12 | —          | —        |

## 같이 보기
- 가까운 항성 목록

## 더 읽어보기
- (영어) Luyten, W. J. (1927), “Note on the magnitude and spectrum of Kapteyn's star”, 《Harvard College Observatory Bulletin》 843: 3–4, Bibcode:1927BHarO.843....3L.
- (영어) MacConnell, D. J. (1973), “The spectrum and colors of Kapteyn's star”, 《Bulletin of the American Astronomical Society》 5: 346, Bibcode:1973BAAS....5..346M.
- (영어) Murdin, Paul, 편집. (2001), 〈Kapteyn's Star〉, 《Encyclopedia of Astronomy and Astrophysics》, Bristol: Institute of Physics Publishing, doi:10.1888/0333750888/5156.
- (영어) Perryman, Michael (2010), 《The Making of History's Greatest Star Map》, Astronomers' Universe, Heidelberg: Springer-Verlag, doi:10.1007/978-3-642-11602-5, ISBN 978-3-642-11601-8.
- (영어) Wing, R. F.; Dean, C. A.; MacConnell, D. J. (1976), “The temperature, luminosity, and spectrum of Kapteyn's star”, 《The Astrophysical Journal》 205: 186–193, Bibcode:1976ApJ...205..186W, doi:10.1086/154263.